# Dixième district congressionnel du New Jersey
Le 10e district congressionnel du New Jersey est un district urbain de l'État américain du New Jersey. Le district comprend des parties des comtés d'Essex, d'Hudson et d'Union, ainsi que les villes de Newark et d'Orange. Le district est majoritairement afro-américain et est représenté par le Démocrate Donald Payne Jr. depuis novembre 2012.
Le district était auparavant représenté par le père de Donald Payne Jr., Donald M. Payne Sr., de 1989 à 2012, et est devenu vacant à la suite du décès de l'aîné Payne le 6 mars 2012. Le 15 novembre 2012, Donald Payne Jr. a prêté serment et le 3 janvier 2013, il a commencé son premier mandat complet.
Le 10e district (avec le 9e) a été créé à partir du 58e Congrès des États-Unis en 1903, sur la base d'un redécoupage fondé sur les résultats du recensement de 1900. C'est un district basé à Newark depuis 1933 et est entre les mains des démocrates sans interruption depuis 1949. Avec un indice de vote CPVI de D+30, c'est le district le plus Démocrate du New Jersey.

## Comtés et municipalités dans le district
Pour le 118e Congrès et les successifs (basés sur le redécoupage à la suite du recensement de 2020), le district contient tout ou partie de trois comtés et 18 municipalités.

### Comté d'Essex(9)
Caldwell, East Orange, Essex Fells, Irvington, Montclair (en partie ; également le 11e), Newark (en partie; également dans le 8e), Orange, Verona, West Orange

### Comté d'Hudson(1)
Jersey City (en partie ; également dans le 8e)

### Comté d'Union(8)
Cranford, Garwood, Hillside, Kenilworth, Linden (en partie ; également dans le 7e), Roselle, Roselle Park, Union Township

## Historique de vote
| Année | Poste      | Résultats               |
| ----- | ---------- | ----------------------- |
| 2000  | Président  | Gore 83,0 % - 16,0 %    |
| 2004  | Président  | Kerry 82,0 % - 18,0 %   |
| 2008  | Président  | Obama 87,0 % - 13,0 %   |
| 2012  | Président  | Obama 88,0 % - 11,5 %   |
| 2016  | Président  | Clinton 85,0 % - 13,0 % |
| 2017  | Gouverneur | Murphy 85,1 % - 13,3 %  |
| 2020  | Président  | Biden 84,0 % - 15,0 %   |
| 2020  | Sénat      | Booker 85,0 % - 13,1 %  |
| 2021  | Gouverneur | Murphy 81,4 % - 15,6 %  |

## Liste des Représentants du district
| Membre                          | Parti       | Années                          | Congrès        | Histoire électorale | Zone géographique |
| ------------------------------- | ----------- | ------------------------------- | -------------- | --- | --- |
| District établit le 4 mars 1903 |             |                                 |                | | |
| Allan Langdon McDermott (en)    | Démocrate   | 4 mars 1903 - 3 mars 1907       | 58e , 59e      | Redécoupage depuis le 7e district et réélu en 1902. Réélu en 1904. Retrait. | 1903–1913 Partie de Jersey City |
| James A. Hamill (en)            | Démocrate   | 4 mars 1907 - 3 mars 1913       | 60e - 62e      | Élu en 1906. Réélu en 1908. Réélu en 1910. Redécoupage vers le 12e district. | 1903–1913 Partie de Jersey City |
| Edward W. Townsend (en)         | Démocrate   | 4 mars 1913 - 3 mars 1915       | 63e            | Redécoupage depuis le 7e district et réélu en 1912. Perd sa réélection. | 1913–1933 Parties d'Essex (à l'exception de Belleville, Bloomfield, East Orange, Glen Ridge, Nutley, Orange et des parties de Newark)    |
| Frederick R. Lehlbach (en)      | Républicain | 4 mars 1915 - 3 mars 1933       | 64e - 72e      | Élu en 1914. Réélu en 1916. Réélu en 1918. Réélu en 1920. Réélu en 1922. Réélu en 1924. Réélu en 1926. Réélu en 1928. Réélu en 1930. Redécoupage vers le 12e district. | 1913–1933 Parties d'Essex (à l'exception de Belleville, Bloomfield, East Orange, Glen Ridge, Nutley, Orange et des parties de Newark)    |
| Fred A. Hartley Jr. (en)        | Républicain | 4 mars 1933 - 3 janvier 1949    | 73e - 80e      | Redécoupage depuis le 8e districts et réélu en 1932. Réélu en 1934. Réélu en 1936. Réélu en 1938. Réélu en 1940. Réélu en 1942. Réélu en 1944. Réélu en 1946. Retrait. | 1933–1967 Parties d'Essex (Belleville, Bloomfield, Glen Ridge, Nutley et parties de Newark) et d'Hudson (East Newark, Harrison, Kearney) |
| Peter W. Rodino                 | Démocrate   | 3 janvier 1949 - 3 janvier 1989 | 81e - 100e     | Élu en 1948. Réélu en 1950. Réélu en 1952. Réélu en 1954. Réélu en 1956. Réélu en 1958. Réélu en 1960. Réélu en 1962. Réélu en 1964. Réélu en 1966. Réélu en 1968. Réélu en 1970. Réélu en 1972. Réélu en 1974. Réélu en 1976. Réélu en 1978. Réélu en 1980. Réélu en 1982. Réélu en 1984. Réélu en 1986. Retrait. | 1933–1967 Parties d'Essex (Belleville, Bloomfield, Glen Ridge, Nutley et parties de Newark) et d'Hudson (East Newark, Harrison, Kearney) |
| Peter W. Rodino                 | Démocrate   | 3 janvier 1949 - 3 janvier 1989 | 81e - 100e     | Élu en 1948. Réélu en 1950. Réélu en 1952. Réélu en 1954. Réélu en 1956. Réélu en 1958. Réélu en 1960. Réélu en 1962. Réélu en 1964. Réélu en 1966. Réélu en 1968. Réélu en 1970. Réélu en 1972. Réélu en 1974. Réélu en 1976. Réélu en 1978. Réélu en 1980. Réélu en 1982. Réélu en 1984. Réélu en 1986. Retrait. | 1967–1973 Parties d'Essex (Belleville, Bloomfield, Cedar Grove, Glen Ridge, Montclair, Nutley et parties de Newark)                      |
| Peter W. Rodino                 | Démocrate   | 3 janvier 1949 - 3 janvier 1989 | 81e - 100e     | Élu en 1948. Réélu en 1950. Réélu en 1952. Réélu en 1954. Réélu en 1956. Réélu en 1958. Réélu en 1960. Réélu en 1962. Réélu en 1964. Réélu en 1966. Réélu en 1968. Réélu en 1970. Réélu en 1972. Réélu en 1974. Réélu en 1976. Réélu en 1978. Réélu en 1980. Réélu en 1982. Réélu en 1984. Réélu en 1986. Retrait. | 1973–1983 Parties d'Essex (East Orange, Glen Ridge, Newark)                                                                              |
| Peter W. Rodino                 | Démocrate   | 3 janvier 1949 - 3 janvier 1989 | 81e - 100e     | Élu en 1948. Réélu en 1950. Réélu en 1952. Réélu en 1954. Réélu en 1956. Réélu en 1958. Réélu en 1960. Réélu en 1962. Réélu en 1964. Réélu en 1966. Réélu en 1968. Réélu en 1970. Réélu en 1972. Réélu en 1974. Réélu en 1976. Réélu en 1978. Réélu en 1980. Réélu en 1982. Réélu en 1984. Réélu en 1986. Retrait. | 1983–1985 Parties d'Essex (East Orange, Irvington, Newark, et Orange) et Union (Hillside)                                                |
| Peter W. Rodino                 | Démocrate   | 3 janvier 1949 - 3 janvier 1989 | 81e - 100e     | Élu en 1948. Réélu en 1950. Réélu en 1952. Réélu en 1954. Réélu en 1956. Réélu en 1958. Réélu en 1960. Réélu en 1962. Réélu en 1964. Réélu en 1966. Réélu en 1968. Réélu en 1970. Réélu en 1972. Réélu en 1974. Réélu en 1976. Réélu en 1978. Réélu en 1980. Réélu en 1982. Réélu en 1984. Réélu en 1986. Retrait. | 1985–1993 Parties d'Essex (East Orange, Glen Ridge, Irvington, Newark et South Orange) et Union (Hillside)                               |
| Donald M. Payne (en)            | Démocrate   | 3 janvier 1989 - 6 mars 2012    | 101e - 112e    | Élu en 1988. Réélu en 1990. Réélu en 1992. Réélu en 1994. Réélu en 1996. Réélu en 1998. Réélu en 2000. Réélu en 2002. Réélu en 2004. Réélu en 2006. Réélu en 2008. Réélu en 2010. Décès. | |
| Donald M. Payne (en)            | Démocrate   | 3 janvier 1989 - 6 mars 2012    | 101e - 112e    | Élu en 1988. Réélu en 1990. Réélu en 1992. Réélu en 1994. Réélu en 1996. Réélu en 1998. Réélu en 2000. Réélu en 2002. Réélu en 2004. Réélu en 2006. Réélu en 2008. Réélu en 2010. Décès. | 1993–2003 Parties d'Essex, Hudson et Union                                                                                               |
| Donald M. Payne (en)            | Démocrate   | 3 janvier 1989 - 6 mars 2012    | 101e - 112e    | Élu en 1988. Réélu en 1990. Réélu en 1992. Réélu en 1994. Réélu en 1996. Réélu en 1998. Réélu en 2000. Réélu en 2002. Réélu en 2004. Réélu en 2006. Réélu en 2008. Réélu en 2010. Décès. | 2003–2013 Parties d'Essex, Hudson et Union                                                                                               |
| Vacant                          | Vacant      | 6 mars 2012 - 6 novembre 2012   | 112e           | | |
| Donald Payne Jr.                | Démocrate   | 6 novembre 2012 - 24 avril 2024 | 112e - 118e    | Élu pour terminer le mandat de son père. Réélu en 2014. Réélu en 2016. Réélu en 2018. Réélu en 2020. Réélu en 2022. | |
| Donald Payne Jr.                | Démocrate   | 6 novembre 2012 - 24 avril 2024 | 112e - 118e    | Élu pour terminer le mandat de son père. Réélu en 2014. Réélu en 2016. Réélu en 2018. Réélu en 2020. Réélu en 2022. | 2013–2023 Parties d'Essex, Hudson et Union (Hillside, Linden, Rahway, Roselle, Roselle Park et des parties d'Union Township)             |
| Donald Payne Jr.                | Démocrate   | 6 novembre 2012 - 24 avril 2024 | 112e - 118e    | Élu pour terminer le mandat de son père. Réélu en 2014. Réélu en 2016. Réélu en 2018. Réélu en 2020. Réélu en 2022. | 2023–Présent Parties d'Hudson et Union (Cranford, Hillside, Rahway, Roselle, Roselle Park, Union Township, et des parties de Linden)     |
| LaMonica McIver                 | Démocrate   | 23 septembre 2024               | 118e - Présent | Élue en 2024. Réélue en 2024. | |

## Résultats des récentes élections
Voici les résultats des dix précédents cycles électoraux dans le district.

### 2004
| Élection de 2004 du 10e district congressionnel du New Jersey | Élection de 2004 du 10e district congressionnel du New Jersey | Élection de 2004 du 10e district congressionnel du New Jersey | Élection de 2004 du 10e district congressionnel du New Jersey | Élection de 2004 du 10e district congressionnel du New Jersey |
| ------------------------------------------------------------- | ------------------------------------------------------------- | ------------------------------------------------------------- | ------------------------------------------------------------- | ------------------------------------------------------------- |
| Parti                                                         | Parti                                                         | Candidat                                                      | Votes                                                         | %                                                             |
|                                                               | Démocrate                                                     | Donald Payne Jr. (sortant)                                    | 155 697                                                       | 96,88                                                         |
|                                                               | Vert                                                          | Toy-Ling Washington                                           | 2927                                                          | 1,30                                                          |
|                                                               | Indépendant                                                   | Sara Lobman                                                   | 2089                                                          | 1,82                                                          |
| Total des votes                                               | Total des votes                                               | Total des votes                                               | 160 713                                                       | 100%                                                          |
|                                                               | Les Démocrates conservent                                     |                                                               |                                                               |                                                               |

### 2006
| Élection de 2006 du 10e district congressionnel du New Jersey | Élection de 2006 du 10e district congressionnel du New Jersey | Élection de 2006 du 10e district congressionnel du New Jersey | Élection de 2006 du 10e district congressionnel du New Jersey | Élection de 2006 du 10e district congressionnel du New Jersey |
| ------------------------------------------------------------- | ------------------------------------------------------------- | ------------------------------------------------------------- | ------------------------------------------------------------- | ------------------------------------------------------------- |
| Parti                                                         | Parti                                                         | Candidat                                                      | Votes                                                         | %                                                             |
|                                                               | Démocrate                                                     | Donald Payne Jr. (sortant)                                    | 90 264                                                        | 100%                                                          |
|                                                               | Les Démocrates conservent                                     |                                                               |                                                               |                                                               |

### 2008
| Élection de 2008 du 10e district congressionnel du New Jersey | Élection de 2008 du 10e district congressionnel du New Jersey | Élection de 2008 du 10e district congressionnel du New Jersey | Élection de 2008 du 10e district congressionnel du New Jersey | Élection de 2008 du 10e district congressionnel du New Jersey |
| ------------------------------------------------------------- | ------------------------------------------------------------- | ------------------------------------------------------------- | ------------------------------------------------------------- | ------------------------------------------------------------- |
| Parti                                                         | Parti                                                         | Candidat                                                      | Votes                                                         | %                                                             |
|                                                               | Démocrate                                                     | Donald Payne Jr. (sortant)                                    | 169 945                                                       | 98,92                                                         |
|                                                               | Travailleurs socialistes                                      | Michael Taber                                                 | 1848                                                          | 1,08                                                          |
| Total des votes                                               | Total des votes                                               | Total des votes                                               | 171 793                                                       | 100%                                                          |
|                                                               | Les Démocrates conservent                                     |                                                               |                                                               |                                                               |

### 2010
| Élection de 2010 du 10e district congressionnel du New Jersey | Élection de 2010 du 10e district congressionnel du New Jersey | Élection de 2010 du 10e district congressionnel du New Jersey | Élection de 2010 du 10e district congressionnel du New Jersey | Élection de 2010 du 10e district congressionnel du New Jersey |
| ------------------------------------------------------------- | ------------------------------------------------------------- | ------------------------------------------------------------- | ------------------------------------------------------------- | ------------------------------------------------------------- |
| Parti                                                         | Parti                                                         | Candidat                                                      | Votes                                                         | %                                                             |
|                                                               | Démocrate                                                     | Donald Payne Jr. (sortant)                                    | 95 299                                                        | 85,2                                                          |
|                                                               | Républicain                                                   | Michael J. Alonso                                             | 14 357                                                        | 12,8                                                          |
|                                                               | Indépendant                                                   | Robert Louis Toussaint                                        | 1141                                                          | 1                                                             |
|                                                               | Indépendant                                                   | Joanne Miller                                                 | 1080                                                          | 1                                                             |
| Total des votes                                               | Total des votes                                               | Total des votes                                               | 111 877                                                       | 100%                                                          |
|                                                               | Les Démocrates conservent                                     |                                                               |                                                               |                                                               |

### 2012
| Élection de 2012 du 10e district congressionnel du New Jersey | Élection de 2012 du 10e district congressionnel du New Jersey | Élection de 2012 du 10e district congressionnel du New Jersey | Élection de 2012 du 10e district congressionnel du New Jersey | Élection de 2012 du 10e district congressionnel du New Jersey |
| ------------------------------------------------------------- | ------------------------------------------------------------- | ------------------------------------------------------------- | ------------------------------------------------------------- | ------------------------------------------------------------- |
| Parti                                                         | Parti                                                         | Candidat                                                      | Votes                                                         | %                                                             |
|                                                               | Démocrate                                                     | Donald Payne Jr. (sortant)                                    | 201 435                                                       | 87,6                                                          |
|                                                               | Républicain                                                   | Brian Kelemen                                                 | 24 271                                                        | 10,5                                                          |
|                                                               | Indépendant                                                   | Joanne Miller                                                 | 3127                                                          | 1,4                                                           |
|                                                               | Libertarien                                                   | Mick Erickson                                                 | 1227                                                          | 0,5                                                           |
| Total des votes                                               | Total des votes                                               | Total des votes                                               | 230 060                                                       | 100%                                                          |
|                                                               | Les Démocrates conservent                                     |                                                               |                                                               |                                                               |

### 2014
| Élection de 2014 du 10e district congressionnel du New Jersey | Élection de 2014 du 10e district congressionnel du New Jersey | Élection de 2014 du 10e district congressionnel du New Jersey | Élection de 2014 du 10e district congressionnel du New Jersey | Élection de 2014 du 10e district congressionnel du New Jersey |
| ------------------------------------------------------------- | ------------------------------------------------------------- | ------------------------------------------------------------- | ------------------------------------------------------------- | ------------------------------------------------------------- |
| Parti                                                         | Parti                                                         | Candidat                                                      | Votes                                                         | %                                                             |
|                                                               | Démocrate                                                     | Donald Payne Jr. (sortant)                                    | 95 734                                                        | 85,4                                                          |
|                                                               | Républicain                                                   | Yolanda Dentley                                               | 14 154                                                        | 12,6                                                          |
|                                                               | Indépendant                                                   | Gwendolyn A. Franklin                                         | 1237                                                          | 1,1                                                           |
|                                                               | Indépendant                                                   | Dark Angel                                                    | 998                                                           | 0,9                                                           |
| Total des votes                                               | Total des votes                                               | Total des votes                                               | 112 123                                                       | 100%                                                          |
|                                                               | Les Démocrates conservent                                     |                                                               |                                                               |                                                               |

### 2016
| Élection de 2016 du 10e district congressionnel du New Jersey | Élection de 2016 du 10e district congressionnel du New Jersey | Élection de 2016 du 10e district congressionnel du New Jersey | Élection de 2016 du 10e district congressionnel du New Jersey | Élection de 2016 du 10e district congressionnel du New Jersey |
| ------------------------------------------------------------- | ------------------------------------------------------------- | ------------------------------------------------------------- | ------------------------------------------------------------- | ------------------------------------------------------------- |
| Parti                                                         | Parti                                                         | Candidat                                                      | Votes                                                         | %                                                             |
|                                                               | Démocrate                                                     | Donald Payne Jr. (sortant)                                    | 190 856                                                       | 85,7                                                          |
|                                                               | Républicain                                                   | David H. Pinckney                                             | 26 450                                                        | 11,8                                                          |
|                                                               | Indépendant                                                   | Joanne Miller                                                 | 3719                                                          | 1,7                                                           |
|                                                               | Indépendant                                                   | Aaron Walter Fraser                                           | 1746                                                          | 0,8                                                           |
| Total des votes                                               | Total des votes                                               | Total des votes                                               | 222 771                                                       | 100%                                                          |
|                                                               | Les Démocrates conservent                                     |                                                               |                                                               |                                                               |

### 2018
| Élection de 2018 du 10e district congressionnel du New Jersey | Élection de 2018 du 10e district congressionnel du New Jersey | Élection de 2018 du 10e district congressionnel du New Jersey | Élection de 2018 du 10e district congressionnel du New Jersey | Élection de 2018 du 10e district congressionnel du New Jersey |
| ------------------------------------------------------------- | ------------------------------------------------------------- | ------------------------------------------------------------- | ------------------------------------------------------------- | ------------------------------------------------------------- |
| Parti                                                         | Parti                                                         | Candidat                                                      | Votes                                                         | %                                                             |
|                                                               | Démocrate                                                     | Donald Payne Jr. (sortant)                                    | 175 253                                                       | 87,6                                                          |
|                                                               | Républicain                                                   | Agha Khan                                                     | 20 191                                                        | 10,1                                                          |
|                                                               | Indépendant                                                   | Cynthia Johnson                                               | 2070                                                          | 1,0                                                           |
|                                                               | Indépendant                                                   | Joanne Miller                                                 | 2038                                                          | 1,0                                                           |
|                                                               | Libertarien                                                   | Scott DiRoma                                                  | 607                                                           | 0,3                                                           |
| Total des votes                                               | Total des votes                                               | Total des votes                                               | 200 159                                                       | 100%                                                          |
|                                                               | Les Démocrates conservent                                     |                                                               |                                                               |                                                               |

### 2020
| Élection de 2020 du 10e district congressionnel du New Jersey | Élection de 2020 du 10e district congressionnel du New Jersey | Élection de 2020 du 10e district congressionnel du New Jersey | Élection de 2020 du 10e district congressionnel du New Jersey | Élection de 2020 du 10e district congressionnel du New Jersey |
| ------------------------------------------------------------- | ------------------------------------------------------------- | ------------------------------------------------------------- | ------------------------------------------------------------- | ------------------------------------------------------------- |
| Parti                                                         | Parti                                                         | Candidat                                                      | Votes                                                         | %                                                             |
|                                                               | Démocrate                                                     | Donald Payne Jr. (sortant)                                    | 241 522                                                       | 83,3                                                          |
|                                                               | Républicain                                                   | Jennifer Zinone                                               | 40 298                                                        | 13,9                                                          |
|                                                               | Indépendant                                                   | Akil Khalfani                                                 | 3537                                                          | 1,2                                                           |
|                                                               | Indépendant                                                   | Liah Fitchette                                                | 3480                                                          | 1,2                                                           |
|                                                               | Libertarien                                                   | John Mirrione                                                 | 1172                                                          | 0,4                                                           |
| Total des votes                                               | Total des votes                                               | Total des votes                                               | 290 009                                                       | 100%                                                          |
|                                                               | Les Démocrates conservent                                     |                                                               |                                                               |                                                               |

### 2022
| Primaire Démocrate de 2022 du 10e district congressionnel du New Jersey | Primaire Démocrate de 2022 du 10e district congressionnel du New Jersey | Primaire Démocrate de 2022 du 10e district congressionnel du New Jersey | Primaire Démocrate de 2022 du 10e district congressionnel du New Jersey | Primaire Démocrate de 2022 du 10e district congressionnel du New Jersey |
| ----------------------------------------------------------------------- | ----------------------------------------------------------------------- | ----------------------------------------------------------------------- | ----------------------------------------------------------------------- | ----------------------------------------------------------------------- |
| Parti                                                                   | Parti                                                                   | Candidat                                                                | Votes                                                                   | %                                                                       |
|                                                                         | Démocrate                                                               | Donald Payne Jr. (sortant)                                              | 29 680                                                                  | 83,3                                                                    |
|                                                                         | Démocrate                                                               | Imani Oakley                                                            | 3764                                                                    | 10,6                                                                    |
|                                                                         | Démocrate                                                               | Akil Khalfani                                                           | 2169                                                                    | 6,1                                                                     |

| Primaire Républicaine de 2022 du 10e district congressionnel du New Jersey | Primaire Républicaine de 2022 du 10e district congressionnel du New Jersey | Primaire Républicaine de 2022 du 10e district congressionnel du New Jersey | Primaire Républicaine de 2022 du 10e district congressionnel du New Jersey | Primaire Républicaine de 2022 du 10e district congressionnel du New Jersey |
| -------------------------------------------------------------------------- | -------------------------------------------------------------------------- | -------------------------------------------------------------------------- | -------------------------------------------------------------------------- | -------------------------------------------------------------------------- |
| Parti                                                                      | Parti                                                                      | Candidat                                                                   | Votes                                                                      | %                                                                          |
|                                                                            | Républicain                                                                | David Pinckney                                                             | 3581                                                                       | 82,5                                                                       |
|                                                                            | Républicain                                                                | Garth Stewart                                                              | 760                                                                        | 17,5                                                                       |

| Élection de 2022 du 10e district congressionnel du New Jersey | Élection de 2022 du 10e district congressionnel du New Jersey | Élection de 2022 du 10e district congressionnel du New Jersey | Élection de 2022 du 10e district congressionnel du New Jersey | Élection de 2022 du 10e district congressionnel du New Jersey |
| ------------------------------------------------------------- | ------------------------------------------------------------- | ------------------------------------------------------------- | ------------------------------------------------------------- | ------------------------------------------------------------- |
| Parti                                                         | Parti                                                         | Candidat                                                      | Votes                                                         | %                                                             |
|                                                               | Démocrate                                                     | Donald Payne Jr. (sortant)                                    | 100 710                                                       | 77,6                                                          |
|                                                               | Républicain                                                   | David Pinckney                                                | 25 993                                                        | 20,0                                                          |
|                                                               | Indépendant                                                   | Cynthia Johnson                                               | 1989                                                          | 1,5                                                           |
|                                                               | Libertarien                                                   | Kendal Ludden                                                 | 634                                                           | 0,5                                                           |
|                                                               | Indépendant                                                   | Clenard Childress Jr.                                         | 381                                                           | 0,3                                                           |
| Total des votes                                               | Total des votes                                               | Total des votes                                               | 129 707                                                       | 100%                                                          |
|                                                               | Les Démocrates conservent                                     |                                                               |                                                               |                                                               |

### 2024
| Primaire Démocrate de 2024 du 10e district congressionnel du New Jersey | Primaire Démocrate de 2024 du 10e district congressionnel du New Jersey | Primaire Démocrate de 2024 du 10e district congressionnel du New Jersey | Primaire Démocrate de 2024 du 10e district congressionnel du New Jersey | Primaire Démocrate de 2024 du 10e district congressionnel du New Jersey |
| ----------------------------------------------------------------------- | ----------------------------------------------------------------------- | ----------------------------------------------------------------------- | ----------------------------------------------------------------------- | ----------------------------------------------------------------------- |
| Parti                                                                   | Parti                                                                   | Candidat                                                                | Votes                                                                   | %                                                                       |
|                                                                         | Démocrate                                                               | Donald Payne Jr. (sortant) retrait non officiel                         | 30 180                                                                  | 98,9                                                                    |

| Primaire Républicaine de 2024 du 10e district congressionnel du New Jersey | Primaire Républicaine de 2024 du 10e district congressionnel du New Jersey | Primaire Républicaine de 2024 du 10e district congressionnel du New Jersey | Primaire Républicaine de 2024 du 10e district congressionnel du New Jersey | Primaire Républicaine de 2024 du 10e district congressionnel du New Jersey |
| -------------------------------------------------------------------------- | -------------------------------------------------------------------------- | -------------------------------------------------------------------------- | -------------------------------------------------------------------------- | -------------------------------------------------------------------------- |
| Parti                                                                      | Parti                                                                      | Candidat                                                                   | Votes                                                                      | %                                                                          |
|                                                                            | Républicain                                                                | Carmen Bucco                                                               | 5264                                                                       | 100%                                                                       |

### 2024 (Spéciale)
| Primaire Spéciale Démocrate de 2024 du 10e district congressionnel du New Jersey | Primaire Spéciale Démocrate de 2024 du 10e district congressionnel du New Jersey | Primaire Spéciale Démocrate de 2024 du 10e district congressionnel du New Jersey | Primaire Spéciale Démocrate de 2024 du 10e district congressionnel du New Jersey | Primaire Spéciale Démocrate de 2024 du 10e district congressionnel du New Jersey |
| -------------------------------------------------------------------------------- | -------------------------------------------------------------------------------- | -------------------------------------------------------------------------------- | -------------------------------------------------------------------------------- | -------------------------------------------------------------------------------- |
| Parti                                                                            | Parti                                                                            | Candidat                                                                         | Votes                                                                            | %                                                                                |
|                                                                                  | Démocrate                                                                        | LaMonica McIver                                                                  | 12 507                                                                           | 47,4                                                                             |
|                                                                                  | Démocrate                                                                        | Derek Armstead                                                                   | 3596                                                                             | 13,6                                                                             |
|                                                                                  | Démocrate                                                                        | Jerry Walker                                                                     | 2568                                                                             | 9,7                                                                              |
|                                                                                  | Démocrate                                                                        | Darryl Gofrey                                                                    | 1815                                                                             | 6,9                                                                              |
|                                                                                  | Démocrate                                                                        | Brittany Claybrooks                                                              | 1377                                                                             | 5,2                                                                              |
|                                                                                  | Démocrate                                                                        | Shana Melius                                                                     | 1196                                                                             | 4,5                                                                              |
|                                                                                  | Démocrate                                                                        | Sheila Montague                                                                  | 966                                                                              | 3,7                                                                              |
|                                                                                  | Démocrate                                                                        | Alberta Gordon                                                                   | 756                                                                              | 2,9                                                                              |
|                                                                                  | Démocrate                                                                        | John J. Flora                                                                    | 684                                                                              | 2,6                                                                              |
|                                                                                  | Démocrate                                                                        | Eugene Mazo                                                                      | 586                                                                              | 2,2                                                                              |
|                                                                                  | Démocrate                                                                        | Debra Salters                                                                    | 316                                                                              | 1,2                                                                              |

| Primaire Spéciale Républicaine de 2024 du 10e district congressionnel du New Jersey | Primaire Spéciale Républicaine de 2024 du 10e district congressionnel du New Jersey | Primaire Spéciale Républicaine de 2024 du 10e district congressionnel du New Jersey | Primaire Spéciale Républicaine de 2024 du 10e district congressionnel du New Jersey | Primaire Spéciale Républicaine de 2024 du 10e district congressionnel du New Jersey |
| ----------------------------------------------------------------------------------- | ----------------------------------------------------------------------------------- | ----------------------------------------------------------------------------------- | ----------------------------------------------------------------------------------- | ----------------------------------------------------------------------------------- |
| Parti                                                                               | Parti                                                                               | Candidat                                                                            | Votes                                                                               | %                                                                                   |
|                                                                                     | Républicain                                                                         | Carmen Bucco                                                                        | 2015                                                                                | 100%                                                                                |

| Élection Spéciale de 2024 du 10e district congressionnel du New Jersey | Élection Spéciale de 2024 du 10e district congressionnel du New Jersey | Élection Spéciale de 2024 du 10e district congressionnel du New Jersey | Élection Spéciale de 2024 du 10e district congressionnel du New Jersey | Élection Spéciale de 2024 du 10e district congressionnel du New Jersey |
| ---------------------------------------------------------------------- | ---------------------------------------------------------------------- | ---------------------------------------------------------------------- | ---------------------------------------------------------------------- | ---------------------------------------------------------------------- |
| Parti                                                                  | Parti                                                                  | Candidat                                                               | Votes                                                                  | %                                                                      |
|                                                                        | Démocrate                                                              | LaMonica McIver                                                        | 25 994                                                                 | 81,1                                                                   |
|                                                                        | Républicain                                                            | Carmen Bucco                                                           | 5100                                                                   | 15,9                                                                   |
|                                                                        | Indépendant                                                            | Russel Jenkins                                                         | 511                                                                    | 1,6                                                                    |
|                                                                        | Indépendant                                                            | Rayfield Morton                                                        | 448                                                                    | 1,4                                                                    |
| Total des votes                                                        | Total des votes                                                        | Total des votes                                                        | 32 053                                                                 | 100%                                                                   |
|                                                                        | Les Démocrates conservent                                              |                                                                        |                                                                        |                                                                        |

| Élection Régulière de 2024 du 10e district congressionnel du New Jersey | Élection Régulière de 2024 du 10e district congressionnel du New Jersey | Élection Régulière de 2024 du 10e district congressionnel du New Jersey | Élection Régulière de 2024 du 10e district congressionnel du New Jersey | Élection Régulière de 2024 du 10e district congressionnel du New Jersey |
| ----------------------------------------------------------------------- | ----------------------------------------------------------------------- | ----------------------------------------------------------------------- | ----------------------------------------------------------------------- | ----------------------------------------------------------------------- |
| Parti                                                                   | Parti                                                                   | Candidat                                                                | Votes                                                                   | %                                                                       |
|                                                                         | Démocrate                                                               | LaMonica McIver (sortante)                                              | TBD                                                                     | TBD                                                                     |
|                                                                         | Républicain                                                             | Carmen Bucco                                                            | TBD                                                                     | TBD                                                                     |
|                                                                         | Vert                                                                    | Jon Serrano                                                             | TBD                                                                     | TBD                                                                     |
|                                                                         | Indépendant                                                             | Cynthia Johnson                                                         | TBD                                                                     | TBD                                                                     |
|                                                                         | Indépendant                                                             | Michelle Middleton                                                      | TBD                                                                     | TBD                                                                     |
|                                                                         | Indépendant                                                             | Donna Weiss                                                             | TBD                                                                     | TBD                                                                     |
| Total des votes                                                         | Total des votes                                                         | Total des votes                                                         | TBD                                                                     | 100%                                                                    |
|                                                                         |                                                                         |                                                                         |                                                                         |                                                                         |